# Oreophryne clamata
Oreophryne clamata es una especie de anfibio anuro del género Oreophryne, de la familia Microhylidae.

## Distribución geográfica
Es originaria de Nueva Guinea Occidental (Indonesia).